# Мавдрики
Мавдрики — село в Україні, у Львівському районі Львівської області. Населення становить 159 осіб. Орган місцевого самоврядування - Добросинсько-Магерівська сільська рада.

## Назва
У 1990 р. назву села Малдрики було змінено на одну літеру.

## Історія
Село Мавдрики до 1939 року входило до складу села Лавриків, було одним з його присілків.